# Flaxen (Hällefors socken, Västmanland)
Flaxen är en sjö i Filipstads kommun och Hällefors kommun i Västmanland och ingår i Göta älvs huvudavrinningsområde. Sjön har en area på 1,83 kvadratkilometer och ligger 199,4 meter över havet.

## Delavrinningsområde
Flaxen ingår i det delavrinningsområde (664424-142376) som SMHI kallar för Rinner till Utloppet av Flaxen. Medelhöjden är 199 meter över havet och ytan är 1,83 kvadratkilometer. Räknas de 6 avrinningsområdena uppströms in blir den ackumulerade arean 29,91 kvadratkilometer. Tomsjöälven som avvattnar avrinningsområdet har biflödesordning 3, vilket innebär att vattnet flödar genom totalt 3 vattendrag innan det når havet efter 372 kilometer. Avrinningsområdet består mestadels av skog (59 procent). Avrinningsområdet har 3,83 kvadratkilometer vattenytor vilket ger det en sjöprocent på 24,3 procent.